# Jorge Vergara
Jorge Carlos Vergara Madrigal (Guadalajara, Jalisco, 3 de marzo de 1955-Nueva York, 15 de noviembre de 2019) fue un empresario mexicano. Fue dueño del Club Deportivo Guadalajara entre 2002 y 2019, fundador y presidente del Consejo de Grupo Omnilife. Durante su incursión en la industria cinematográfica, coprodujo películas de fama internacional, como Y tu mamá también, El espinazo del diablo, El asesinato de Richard Nixon y Crónicas.

## Biografía
Fue el tercero de los cinco hijos del administrador de empresas Jorge Vergara Cabrera. La vida de Jorge Vergara Madrigal marcó sus inicios en trabajos variados como mecánico, traductor de textos, vendedor de automóviles. A los 23 años, se convirtió en el subdirector comercial de una empresa llamada Casolar, que más tarde quebró durante la crisis mexicana de 1982, motivo externo por el que fue despedido de la empresa. Posteriormente, emprendió un pequeño negocio familiar como vendedor de tacos de carnitas y después abrió un restaurante de cocina italiana.
Aparte de estos negocios, Vergara decidió incorporarse a Herbalife en México. Al ser clausurado Herbalife México, Vergara se va a trabajar a Herbalife Estados Unidos. Al poco tiempo, se asocia con otros tres colegas estadounidenses, distribuidores de Herbalife y en 1989 fundan Omnitrition USA. Su producto principal era un té para bajar de peso y una vitamina líquida desarrollada por Durk Person, que distribuyeron bajo la marca Omni IV —conocido en el actual Omnilife como Omniplus—.
Es así como el 11 de septiembre de 1991, los tres estadounidenses y Jorge Vergara abren Omnitrition de México, que rápidamente, y con Vergara dirigiendo la parte comercial de la empresa, alcanza un gran éxito. Al poco tiempo, sus socios deciden vender a Vergara su participación en Omnitrition de México, y en 1994 como dueño único cambia el nombre actual de Omnilife.
Jorge Vergara participó en el panel de empresarios de las primeras temporadas del programa Shark Tank México, un proyecto coproducido por Sony Pictures Television, SPT Networks y Claro Video. Como miembro del elenco original compartió pantalla con Arturo Elías Ayub, Carlos Bremer, Ana Victoria García y Rodrigo Herrera Aspra. Tras su partida, el programa le rindió un silencioso homenaje en su quinta temporada por medio de elementos que se adicionaron al set y que hasta la fecha continúan.

### Incursión en el fútbol
El 31 de octubre de 2002 adquirió las partes sociales que le dieron el 87 % de la propiedad del Club Deportivo Guadalajara. Para lograr esto tuvo que erogar fuertes sumas de dinero y enfrentar las protestas del grupo minoritario que no vendió (13 %), encabezado por el presidente de la Asociación Civil, Francisco Cárdenas. Entre los motivos principales por los que la mayoría de los asociados decidieron vender, destaca la precaria situación económica que entonces prevalecía en el club, lo que sin duda facilitó la transacción a favor de Vergara.[cita requerida]
Posteriormente, también adquirió el Deportivo Saprissa y, aprovechando la expansión de equipos de la MLS, creó el Club Deportivo Chivas USA, que era una filial de las Chivas en Estados Unidos. Chivas USA dejó de operar en 2014.[cita requerida]
A principios del año 2011 vendió el equipo Deportivo Saprissa.
En mayo de 2016, Jorge Vergara convirtió a las Chivas en el primer equipo de Primera División del fútbol mexicano en anunciar la salida de transmisión de sus partidos de la televisión abierta con la creación de Chivas TV, una plataforma por Internet que es el canal oficial de los partidos de fútbol en exclusiva del Club Deportivo Guadalajara como local. Fue con el trending topic #ChivasLibre, que Vergara marcó una nueva etapa en la forma de ver fútbol en México.[cita requerida]

## Angélica Fuentes
El 22 de abril de 2016 el Juez Vigésimo tercero de la Ciudad de México sentenció que Angélica Fuentes Téllez se enriqueció ilícitamente haciendo fraude y se anularon todas sus acciones que ella decía «haber comprado» del Grupo Omnilife-Chivas. Se comprobó que Fuentes selló ilícitamente, transfiriéndose las acciones del Grupo Omnilife-Chivas con la firma facsímil de Vergara y sin ninguna autorización previa.

## Palmarés como presidente directivo

### Campeonatos nacionales
| Título                         | Club               | País           | Año           |
| ------------------------------ | ------------------ | -------------- | ------------- |
| Primera División de Costa Rica | Deportivo Saprissa | Costa Rica     | 2003 - 2004   |
| Primera División de Costa Rica | Deportivo Saprissa | Costa Rica     | 2005 - 2006   |
| Liga MX                        | Guadalajara        | México         | 2006          |
| Primera División de Costa Rica | Deportivo Saprissa | Costa Rica     | 2006 - 2007   |
| Primera División de Costa Rica | Deportivo Saprissa | Costa Rica     | Invierno 2007 |
| Primera División de Costa Rica | Deportivo Saprissa | Costa Rica     | Verano 2008   |
| Primera División de Costa Rica | Deportivo Saprissa | Costa Rica     | Invierno 2008 |
| InterLiga                      | Guadalajara        | Estados Unidos | 2009          |
| Primera División de Costa Rica | Deportivo Saprissa | Costa Rica     | Verano 2010   |
| Copa MX                        | Guadalajara        | México         | 2015          |
| Supercopa MX                   | Guadalajara        | Estados Unidos | 2016          |
| Copa MX                        | Guadalajara        | México         | 2017          |
| Liga MX                        | Guadalajara        | México         | 2017          |

### Títulos internacionales
| Título                           | Club               | País       | Edición |
| -------------------------------- | ------------------ | ---------- | ------- |
| Copa Interclubes de la Uncaf     | Deportivo Saprissa | Costa Rica | 2003    |
| Copa de Campeones de la Concacaf | Deportivo Saprissa | Costa Rica | 2005    |
| Liga Campeones de la Concacaf    | Guadalajara        | México     | 2018    |

## Producción de cine
Vergara se encontró con Alfonso Cuarón en 1999. Su pasión por las películas lo había llevado a buscar directores de cine para sus películas corporativas. Cuarón, sin embargo, estaba más interesado en filmar Y tu mamá también, y le dio el libreto a Vergara. Él lo leyó y propuso que ellos empezarán la producción en seguida y así se creó Producciones Anhelo.
Anhelo seguiría coproduciendo películas como El espinazo del diablo, al lado de las productoras Tequila Gang —de Guillermo del Toro— y El Deseo —de Pedro Almodóvar—. Anhelo también produjo Crónicas, de Sebastián Cordero; además de El asesinato de Richard Nixon con Sean Penn dirigida por Niels Mueller. 
El éxito de estos filmes residió en que Jorge Vergara siempre les garantizó libertad creativa a sus directores y la mejor calidad posible en la producción. Derivado de lo anterior, en 2002, la prestigiosa revista estadounidense de espectáculos Variety lo nombró uno de sus «diez productores a seguir».
Para la edición del año 2004 del Festival de Cine de Guadalajara, Vergara creó el Premio JVC para el mejor director, que le concedió a Fernando Eimbcke por su debut fílmico en Temporada de patos.

## Vida familiar
Tuvo su primer matrimonio en 1983 con la mexicana de origen argentino Maricruz Zataráin, con quien fundó Omnilife y tuvo tres hijos: Yelena Vergara Zataráin, Amaury Vergara y Kenya Vergara Zataráin. 
En Nueva York en el 2002 conoció a la coleccionista de arte Rossana Lerdo de Tejada con quien tuvo una hija: Uma Vergara Lerdo de Tejada, en una relación que duró hasta 2008.
Se casó en 2008 con Angélica Fuentes Téllez, con quien tuvo dos hijas: Valentina Vergara Fuentes y María Ignacia Vergara Fuentes. El 21 de septiembre de 2015, se divorció de Fuentes Téllez.
En el mes de junio del 2015 Vergara y Lerdo de Tejada reanudaron su relación amorosa como lo indica la revista de sociales Quién.
Jorge Vergara y Rossana Lerdo de Tejada contrajeron matrimonio el 10 de junio de 2017 en Guadalajara, Jalisco, en una ceremonia frente a sus hijos y familia más íntima.
El 15 de noviembre de 2019 falleció en un hospital de Nueva York, a causa de un paro cardiorrespiratorio, según lo declaró su hijo, Amaury, a través de sus redes sociales.